# Ronald D. Moore
Ronald D. Moore (ur. 5 lipca 1964 w Chowchilli) – amerykański scenarzysta i producent telewizyjny dwukrotnie nominowany do nagrody Emmy.

## Życiorys
Ronald D. Moore już w szkole średniej wykazywał talent pisarski. Studiował politologię na Uniwersytecie Cornell i początkowo otrzymywał stypendium marynarki. Niestety (lub też dla świata show-biznesu – na szczęście) przestał się interesować swoimi studiami. Nie został też przyjęty do marynarki wojennej, z powodu kontuzji kolana, którą odniósł jeszcze w liceum, choć przez kilka miesięcy służył na pokładzie fregaty USS W.S. Sims.

### Kariera zawodowa

#### Star Trek: Następne pokolenie
W 1989 roku udało mu się podczas pobytu na planie „Star Trek: Następne pokolenie” wręczyć swój scenariusz jednemu z asystentów Gene’a Roddenberry’ego. Po siedmiu miesiącach scenariusz przeczytał Michael Piller, który kupił go i tak powstał odcinek „The Bonding”. Moore otrzymał zlecenie napisania drugiego scenariusza i wreszcie otrzymał stanowisko edytora scenariuszy – osoby odpowiedzialnej za wyszukiwanie odpowiednich scenariuszy na potrzeby serialu. Po dwóch latach Moore awansował na stanowisko koproducenta, by wreszcie wyprodukować finałowy sezon serialu.

#### Doświadczenia na planie TNG
Na sto siedemdziesiąt osiem odcinków był autorem bądź współautorem scenariuszy do dwudziestu siedmiu z nich. Na planie uważany był za eksperta od historii klingońskich – napisał m.in. „Sins of the father”, „Reunion”, „Redemption”, „Ethics” oraz „Rightful heir”. Był również z Brannonem Bragą współautorem „All good things...”, który to dwuodcinkowy epizod otrzymał nagrodę Hugo „Best dramatic presentation”. Obaj również napisali scenariusz do „Star Trek: Pokolenia” i to Moore był autorem pomysłu śmierci kapitana Kirka.

#### Star Trek: Stacja kosmiczna
W 1996 roku Ronald Moore dołączył do ekipy pracującej nad „Stacja kosmiczna”. Został producentem serialu. W tym czasie pracował również nad scenariuszem do „Star Trek: Pierwszy kontakt”, drugiego pełnometrażowego filmu z postaciami z „Next Generation”. Na „Deep Space 9” pracował nad historiami poruszającymi kontrowersyjne i trudne tematy. M.in. pisał o inżynierii genetycznej w „Doctor Bashir, I presume?”, „Rejoined” w którym doszło do pierwszego homoseksualnego pocałunku w „Star Trek”, „zabił” też popularną postać Vedeka Bareila. W trakcie pracy na planie wielokrotnie wchodził w kontakty z fanami za pomocą internetu, gdzie na forach rozmawiał z nimi o sadze.

#### Star Trek Voyager
Kiedy skończono prace nad DS9, Moore przeżył krótki romans ze „Star Trek: Voyager”. Niestety doszło między nim a Bragą do licznych spięć, w wyniku których Moore odszedł od Star Trek.

#### Carnivale i BSG
Po opuszczeniu „Voyagera” Moore próbował szczęścia w szeregu różnych produkcji telewizyjnych, z których jedne były bardziej popularne inne mniej. Zaliczyć można do nich „Roswell”, „Good vs evil”. Miał również dla Warner Bros. napisać pilotażowy odcinek możliwej serii „Dragonriders of Pern” na podstawie prozy Anne McCaffrey, jednakże na skutek różnic w podejściu między nim a wytwórnią do produkcji nigdy nie doszło. W 2002 roku David Eick skontaktował się z Moore’em w sprawie miniserii „Battlestar Galactica”, która miała być rebootem historii z lat 80., zaangażował się również w tworzenie serialu „Carnivale”. Kiedy jednak okazało się, że miniserial spotkał się z ogromnym zainteresowaniem, gromadząc rekordową publiczność przed telewizorami, Moore po pierwszym sezonie „Carnivale” objął stanowisko producenta wykonawczego BSG na pełny etat.

## Nagrody
Nagroda Emmy
- 1994 Outstanding Drama Series za Star Trek: Następne pokolenie (nominacja)
- 2007 Outstanding Writing for a Drama Series za Battlestar Galactica (odcinek: Occupation/Precipice) (nominacja)

Nagroda Hugo
- 1995 Best Dramatic Presentation za Star Trek: Następne pokolenie (odcinek: All Good Things...) (otrzymana)
- 2005 Best Dramatic Presentation, Short Form za Battlestar Galactica (odcinek: 33) (otrzymana)

Peabody Award
- 2005 Peabody Award za Battlestar Galactica